# Theiavirus salishense
Genre
Espèce
Synonymes
- Bodo saltans virus

Theiavirus salishense est une espèce de virus géants de la famille des Mimiviridae. Il était originellement connu sous le nom de Bodo Saltans virus (BsV).
Il a été découvert dans un étang d'eau douce en Colombie-Britannique. L'hôte historique de T. salishense est le protiste Bodo saltans (en). Diverses souches de l'espèce peuvent également infecter d'autres espèces du genre Bodo. Ces hôtes sont des organismes unicellulaires appartenant à la famille des kinétoplastides. La plupart des autres membres de la famille des Mimiviridae connus à ce jour infectent plutôt les amibes du genre Acanthamoeba,.
L'espèce virale a été confirmée par le Comité international de taxonomie des virus (ICTV) le 8 avril 2023.

## Description

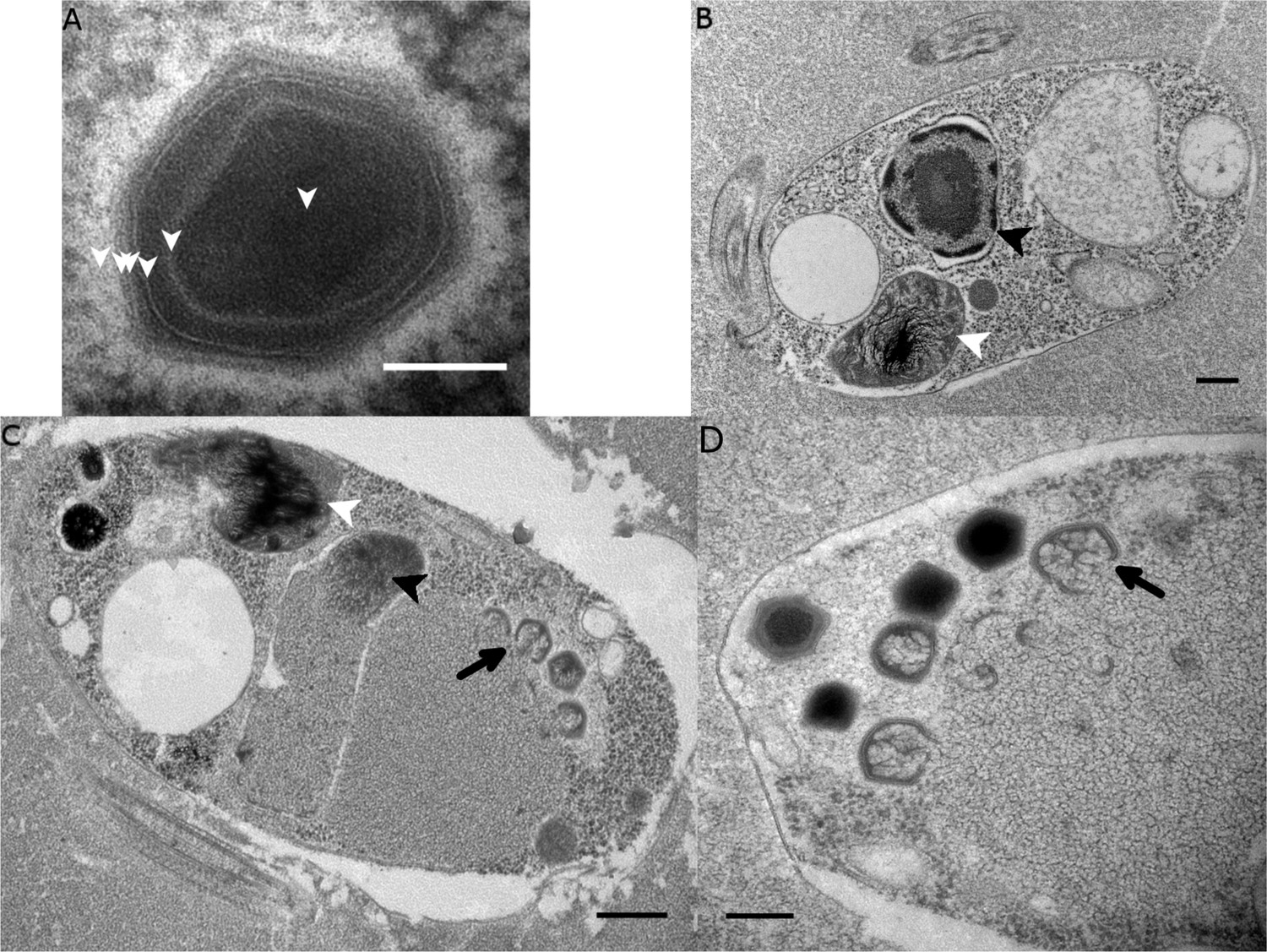
(A) un virion mature.
(B) une cellule saine de Bodo saltans.
(C) et (D) assemblage et maturation des virions dans une cellule de B. saltans.

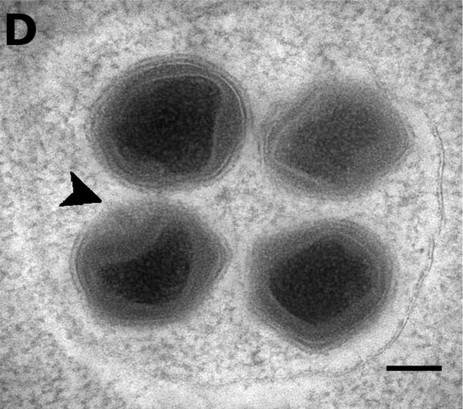
Virions nouvellement formés à l'intérieur d'une vésicule. À l'apex du virion inférieur gauche se trouve une porte en étoile fermée (pointe de flèche noire).

Les particules virales (virions) de T. salishense ressemblent à celles des Mimivirus et, comme eux, possèdent une structure en étoile sur la capside. Leur diamètre est d'environ 300 nm. Les virions se répliquent dans des usines virales cytoplasmiques typiques des Mimiviridae.

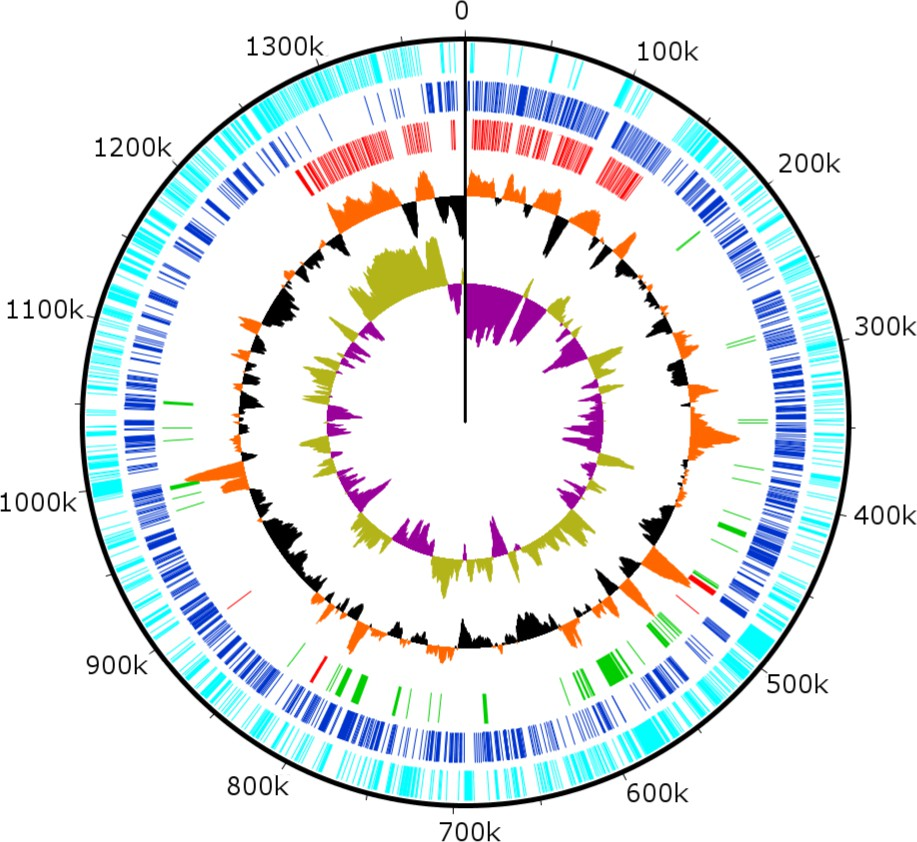
Présentation circulaire du génome linéaire du virus.

Le génome du BsV est linéaire et constitué d'ADN double brin (ADNdb). Il mesure 1 385 869 pb (paires de bases). La teneur en paires GC est de 25,3 %. Selon les études, le génome serait composé de 1 227 cadres de lecture ouverts (ORF) et coderait 1 207 protéines. Une homologie avec des séquences eucaryotes connues a été constatée pour 27 % de ces protéines codées, tandis qu'aucune similitude n'est identifiable pour plus de la moitié d'entre elles. Les protéines codées sont impliquées dans la réplication et la réparation de l'ADN, ainsi que dans la synthèse et la modification de l'ARN. Il existe également des protéines de traduction et des protéines de capside,,.
Contrairement à d'autres virus géants connus, le BsV ne possède pas de gènes codant d'ARNt. Comme il ne code pas d'enzymes impliquées dans la synthèse des protéines, il doit utiliser les ARNt de l'hôte à cette fin,.
Les gènes impliqués dans le système de fusion membranaire pourraient provenir de l'hôte eucaryote par transfert horizontal de gènes. Ils permettraient aux virions de pénétrer dans la cellule hôte.
Des éléments génétiques mobiles sont présents en grand nombre, notamment des protéines d'autoépissage (appelées intéines) et des séquences agissant comme des ribozymes capables de se détacher de l'ARN. De tels éléments génétiques mobiles n'avaient jamais été découverts auparavant chez d'autres virus géants,.
148 copies d'une protéine potentiellement impliquée dans la lutte contre les défenses de l'hôte sont présentes. Selon les auteurs, ce gène a été dupliqué à plusieurs reprises car une plus grande quantité était nécessaire pour que le virus se réplique efficacement dans les cellules hôtes. Une duplication similaire des gènes codant un antagoniste d'une protéine immunitaire de l'hôte a également été observée dans le génome du virus de la vaccine (Poxviridae).

## Isolation
La souche Bodo saltans (en) a été isolée par Deeg et al. en 2014 à partir d'un échantillon d'eau prélevé près de la surface sédimentaire de l'étang (eutrophe) du Nitobe Memorial Garden (NG), sur le terrain de l'Université de la Colombie-Britannique, à l'ouest de Vancouver, au Canada. Des concentrés viraux ont été collectés dans 11 sites d'eau douce du sud de la Colombie-Britannique. Des cultures de Bodo saltans NG ont été inoculées avec le concentré viral (à environ 2 × 105 cellules/mL) issu de l'ensemble des 11 sites,.

## Hôtes
La souche BsV NG1 (BsV-NG1) infecte la souche Bodo saltans (en) NG (CCCM6296), mais pas HFCC12.

## Étymologie
Le nom de genre « Theiavirus » est construit sur Theia, l'un des douze Titans de la mythologie grecque. L'épithète spécifique « salishense » est une forme latinisée, d'après les Salish de la côte, un groupe autochtone habitant près de la mer des Salish (la zone maritime située entre l'île de Vancouver et l'État américain de Washington) où a été réalisé le prélèvement.

## Systématique

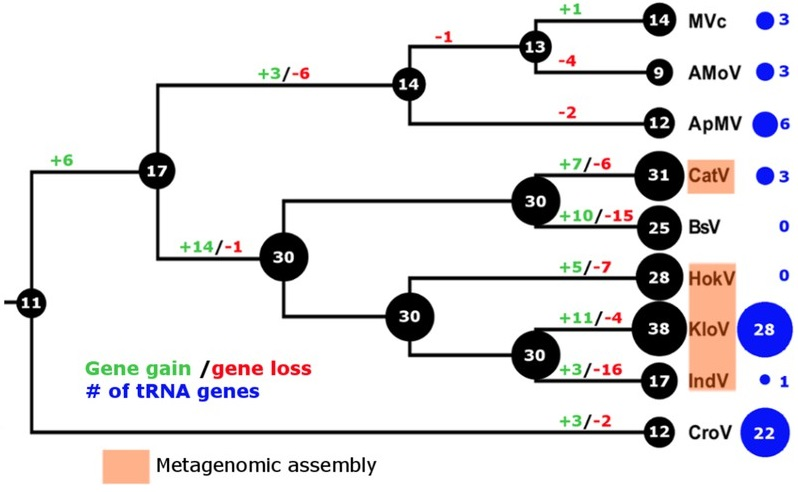
Arbre phylogénétique, déterminé à l'aide des enzymes de traduction.
MVc : Megavirus chilense,
AMoV : Moumouvirus moumou,
ApMV : Mimivirus bradfordmassiliense,
CatV : Catovirus,
BsV : Theiavirus salishense,
HokV : Hokovirus,
KloV : Klosneuvirus (KlosnV),
IndV : Indivirus,
CroV : Rheavirus sinusmexicani.

Les plus proches parents de T. salishense sont les virus révélés par métagénomique à Klosterneuburg : Klosneuvirus (KnV ou KlosnV), Hokovirus (HokV), Catovirus (CatV) et Indivirus (IndV). Ensemble, ils appartiennent à la sous-famille des Klosneuvirinae, famille des Mimiviridae, confirmée par l'ICTV. La plupart des Klosneuvirinae sont plus proches des Mimivirus que de « Rheavirus sinusmexicani » (sous-famille des « Aliimimivirinae »).
Disa Bäckström et al. (2019), figure 3, ont établi une phylogénie des Klosneuvirinae selon laquelle Catovirus est le plus proche parent de T. salishense parmi les quatre Klosneuvirus originaux. D'autres cladogrammes des Klosneuvirus sont disponibles sous Klosneuvirus §Systematics.